# مادري لو رو
مادري لو رو (بالإنجليزية: Madrie Le Roux)‏ مواليد 19 أبريل 1995 في كيب الشرقية، جنوب أفريقيا، هي لاعبة كرة مضرب جنوب أفريقية. أعلى تصنيف لها في الفردي كان المركز الـ 543 في سنة 2014. أعلى تصنيف لها في الزوجي كان المركز الـ 567 في سنة 2014.

## روابط خارجية
- مادري لو رو على موقع رابطة محترفات التنس (الإنجليزية)
- مادري لو رو على موقع الاتحاد الدولي لكرة المضرب (الإنجليزية)
- مادري لو رو على موقع كأس بيلي جين كينغ (الإنجليزية)
- مادري لو رو على موقع خلاصة التنس.كوم (الإنجليزية)
- مادري لو رو على موقع إي إس بي إن.كوم (الإنجليزية)